# Vozokany
Vozokany es un municipio del distrito de Topoľčany en la región de Nitra, Eslovaquia, con una población estimada a final del año 2024 de 333 habitantes.
Se encuentra ubicado al norte de la región, cerca del río Nitra (cuenca hidrográfica del Danubio) y de la frontera con las regiones de Trnava y Trenčín.

## Demografía
| Año        | 1994 | 2004    | 2014    | 2024    |
| ---------- | ---- | ------- | ------- | ------- |
| Población  | 300  | 316     | 335     | 333     |
| Diferencia |      | +5,33 % | +6,01 % | −0,59 % |

| Año        | 2023 | 2024    |
| ---------- | ---- | ------- |
| Población  | 339  | 333     |
| Diferencia |      | −1,76 % |